# Vitz-sur-Authie
Vitz-sur-Authie (picardisch: Visse-su-Eutie) ist eine nordfranzösische Gemeinde mit 135 Einwohnern (Stand 1. Januar 2022) im Département Somme in der Region Hauts-de-France. Die Gemeinde liegt im Arrondissement Abbeville und ist Teil der Communauté de communes du Ternois und des Kantons Rue.

## Geographie
Die Gemeinde liegt gegenüber von Le Ponchel am linken (südlichen) Ufer des Authie, der hier die Grenze zum Département Pas-de-Calais bildet, rund fünf Kilometer westnordwestlich von Auxi-le-Château und 15 Kilometer östlich von Crécy-en-Ponthieu. Zu ihr gehört der flussabwärts gelegene Ortsteil Villeroy-sur-Authie. Das Gemeindegebiet gehört zum Regionalen Naturpark Baie de Somme Picardie Maritime. Im Süden der Gemeinde liegt ein alter Kalkofen.

## Einwohner
| 1962 | 1968 | 1975 | 1982 | 1990 | 1999 | 2006 | 2011 |
| ---- | ---- | ---- | ---- | ---- | ---- | ---- | ---- |
| 175  | 175  | 158  | 137  | 122  | 127  | 112  | 116  |

## Sehenswürdigkeiten

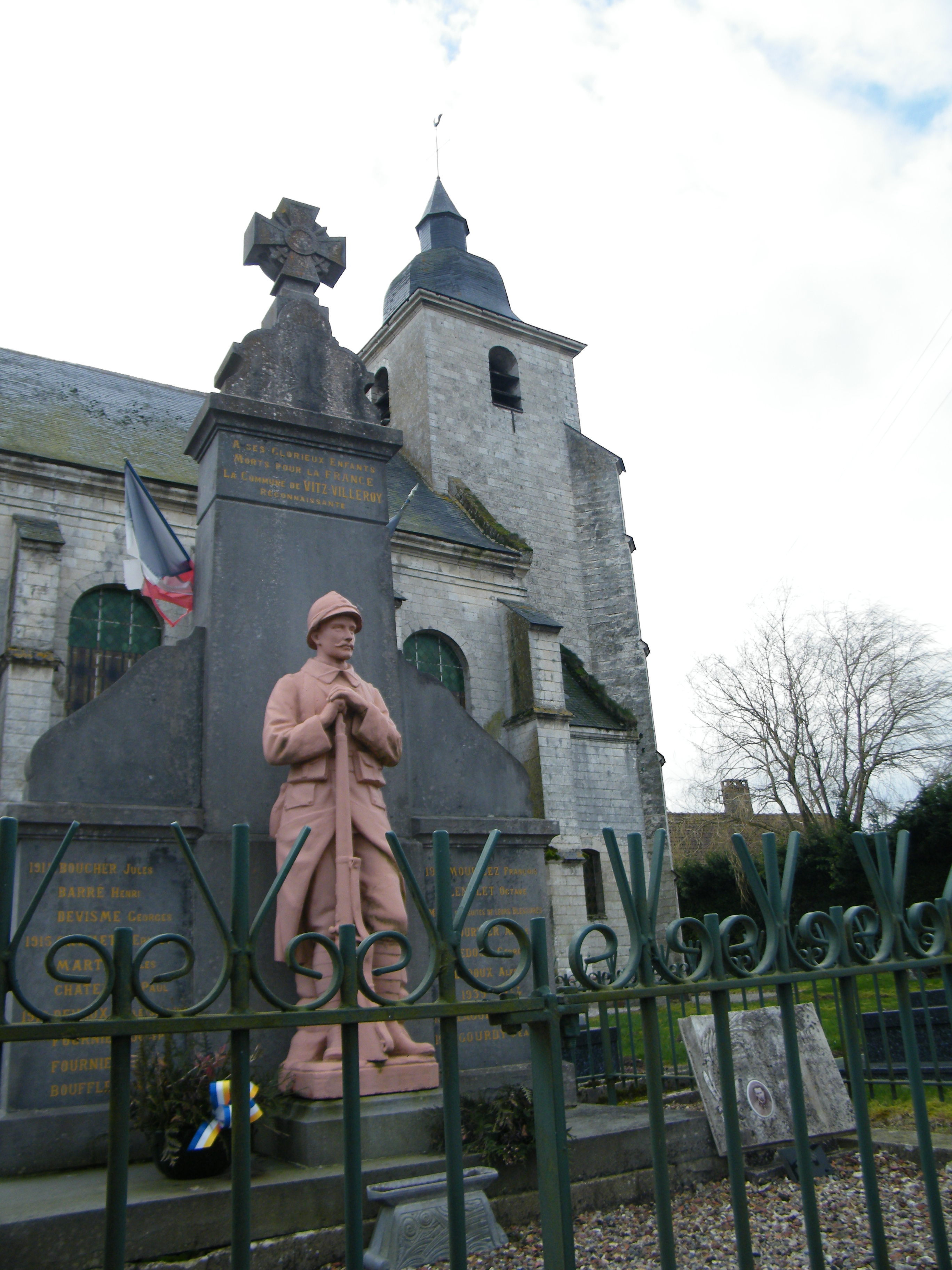
Kriegerdenkmal

- Die Kirche Saint-Martin, 1969 als Monument historique eingetragen (Base Mérimée PA00116268)[1]
- Kapelle Saint-Nicolas in Villeroy-sur-Authie
- Kriegerdenkmal